# 日本アコモデーションファンド投資法人
日本アコモデーションファンド投資法人（にほんアコモデーションファンドとうしほうじん）は、東京都中央区に本部を置く投資法人。東証上場（J-REIT）。

## 概要
三井不動産がスポンサーの住宅特化型REITである。資産運用会社は、三井不動産100%出資の「株式会社三井不動産アコモデーションファンドマネジメント」である。
投資対象は、賃貸住宅が中心で、一部ホスピタリティ施設（寮・社宅、サービスアパートメント、シニア住宅、宿泊施設）も組み入れられている。賃貸住宅は三井不動産グループ開発の「パークアクシス」を中心に、第三者開発の「パークキューブ」が組み入れられている。
大川端リバーシティ21のパークサイドウイングス、リバーポイントタワー（大川端賃貸棟）が取得価格308億円で、ポートフォリオの1割を占める。
また、共立メンテナンスが運営する学生寮・社会人寮も組み入れられている（ドーミー芦屋、ドーミー京都二条、駿台堀川寮、立教大学国際交流寮RUID志木、ドーミー中板橋、フィロソフィア西台、ドーミー武蔵小杉、ドーミー西荻窪、ドーミー上杉、ドーミー小田原）。

## 沿革
- 2005年10月12日 - 本投資法人の成立
- 2006年8月4日 - 東証に上場